# Bernadette Perrine-Ravina
Bernadette Perrine-Ravina, née le 18 février 1975, est une athlète mauricienne.

## Carrière
Bernadette Perrine-Ravina est médaillée de bronze du lancer du javelot aux Jeux africains de 1995, médaillée d'argent aux Championnats d'Afrique de 1998 et médaillée de bronze aux Championnats d'Afrique de 2002.
Elle obtient la médaille d'argent du lancer de javelot aux Jeux de la Francophonie de 1997, la médaille d'or du lancer du javelot aux Jeux des îles de l'océan Indien 1998 et aux Jeux des îles de l'océan Indien 2003.
Elle est dix fois championne de Maurice du lancer du poids (de 1994 à 1995 et de 1997 à 2004), et treize fois championne de Maurice de lancer du javelot (de 1991 à 2000 et de 2002 à 2004).